# جنون الجن

## جنون الجن
ظهر جنون الجن (كهوس) في فترة النصف الأول من القرن الثامن عشر عندما زاد استهلاك الجن بسرعة في بريطانيا، خاصة في لندن. وعلق دانيال ديفو قائلاً: «اكتشف المقطرون (بائعوا المشروبات) طريقة لضرب ذوق الفقراء، من خلال مركبهم الجديد الذي يطلق عليه ووترز المسمى جنيف (جن)، بحيث يبدو أن عامة الناس لا يقدرون النوع الفرنسي كالمعتاد، وحتى لا يرغبون به». [1] كثير من الناس استهلكوا الجن بشكل مفرط وأصاب  المدينة وباء من السكر الشديد. وأثار هذا غضبًا شديدا وردود فعل تشريعية يشبهها البعض في حروب المخدرات الحديثة.

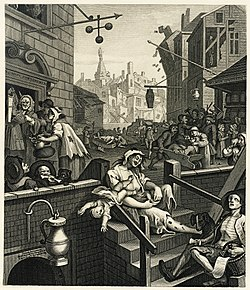

مرر البرلمان خمسة قوانين رئيسية، في 1729 و 1736 و 1743 و 1747 و 1751، المصممة للسيطرة على استهلاك الجن. على الرغم من توفر العديد من المشروبات المماثلة واستهلاك الكحول بشكل كبير على جميع مستويات المجتمع، تسبب الجن في قلق عام كبير. على الرغم من الاعتقاد الشائع بأن الجن أو جينيف كان المشروب الوحيد في ذلك الوقت، حيث كان «الجن» عبارة عن مشروب شامل لجميع أنواع الكحوليات القائمة على أنواع الحبوب في ذلك الوقت.
| - 1زيادة استهلاك الجن - 2أعمال الجن 1736 و 1751 - 3أنظر أيضا - 4المراجع - 5المصادر - 6روابط خارجية |
| -------------------------------------------------------------------------------------------------- |

### زيادة استهلاك الجن
تم التعميم على مشروب الجن في إنجلترا بعد انضمام وليام أورانج في عام 1688 . حيث قُدم الجن بديلا عن النوع الفرنسي في وقت الصراع السياسي والديني بين بريطانيا وفرنسا. بين العام 1689 و 1697, أصدرت الحكومة مجموعة من القرارات التشريعية التي تهدف إلى تقييد واردات أنواع المشروبات وتشجيع إنتاج الجن.
والأهم من ذلك، تم كسر احتكار نقابة المقطرات في لندن عام 1690، وبالتالي تم استهلاك وانتاج الجن في الاسواق. حيث شجعت الحكومة على إنتاج واستهلاك الجن الإنجليزي، الذي كان شائعًا في ذلك الوقت بين السياسيين وحتى الملكة آن.
وقد ظهر هذا التشجيع في الضرائب المخفضة على تقطير المشروبات الروحية. بالإضافة إلى ذلك، لم تكن هناك حاجة إلى تراخيص لصنع المشروبات الروحية، لذلك يمكن أن يكون للمشروبات الروحية  ورش عمل أصغر وأكثر بساطة من مصانع المشروبات الكحولية، الذين كان مطلوبًا منهم تقديم الطعام وتوفير المأوى  (المسكن) للمستفيدين.
كانت الحماية الاقتصادية عاملا رئيسيا في بداية صنع الجن. مع انخفاض أسعار الغذاء ونمو الدخل، أتيح للمستهلكين فجأة الفرصة لإنفاق الأموال الزائدة على المشروبات الروحية. بحلول عام 1721، ومع ذلك، كان قضاة ميدلسكس ينتقدون مشروب الجن باعتباره «السبب الرئيسي لجميع التصرفات اللاأخلاقية التي ترتكب بين النوع الأدنى من الناس» أي (الأشخاص ذو الطبقة المخفضة أو الفقيرة).
في عام 1736، وجب على قضاة ميدلسكس انشاء لجنة مختصة لمراقبة مشروب الجن؛ وذلك يعود لقلقهم الشديد بسبب ادمان الفئة الفقيرة من الناس عليه في مدة سنوات قليلة جدا.

### أعمال الجن 1736 و1 175
حاولت الحكومة البريطانية عدة مرات لايقاف انتاج الجن. وفرض قانون 1736 الجن ضريبة مبيعات بمعدل 20 شلن للجالون على الشخص وعلى الجهات المرخص لها بيعه وانتاجه لتحصل على ترخيص بقيمة 50 £ سنويا لبيع منتج الجن، ويعادل المبلغ الضريبي حوالي £ 8,000 اليوم. كان الهدف هو حظر وتقليل التجارة بشكل فعال وجيد بجعلها غير مجدية اقتصاديًا بحيث يتم انتاج ترخيصين فقط للعمل. بعد فرض الضريبة أصبحت التجارة بالجن غير قانونية، وانخفض استهلاكه ولكن عاد واستمر في الارتفاع ثم تم إلغاء القانون فعليًا في عام 1743 بعد خرق القانون الجماعي (خاصة تجاه المخبرين الذين دفعوا 5 جنيهات إسترلينية للكشف عن مكان متاجر الجن غير القانونية). كان الجن المقطر بشكل غير قانوني الذي تم إنتاجه بعد قانون 1736 أقل كفاءة وأكثرعرضة للتسبب في التسمم للناس.
بحلول عام 1743، كان تزايد استخدام الجن في إنجلترا عالي جدا حيث كان الشخص يشرب م يقارب 2.2 جالون (10 لتر) في السنة. ومع زيادة مستويات الاستهلاك، بدأت تظهر حملات منظمة للتشريع والتقليل منه أكثر فعالية، بقيادة أسقف سودور ومان، توماس ويلسون، الذي اشتكى في عام 1736 من أن الجن ينتج "مجموعة من السكارى الذين لا يمكن السيطؤة عليهم". ومن بين المناضلين البارزين: 1- هنري فيلدنغ (الذي ألقى اللوم عام 1751 على الجن بسبب الزيادة في عدد ارتكاب الجرائم والاخطاء ووكان سبب في ضمور صحة الاطفال والتسبب بالتعب." 2- جوشيا تاكر، ودانيال ديفو (الذين قاموا بحملة لتحرير التقطير، لكنهم اشتكوا لاحقًا من أن الأمهات اللواتي يشؤبن الجن والمشوربات الروحية يهددن بإنتاج "جيل غير جيد وغير واعي ")، و - لفترة وجيزة - وليام هوغارث. نقش هوجارث Gin Lane هو صورة معروفة لجنون الجن، وغالبًا ما يقترن بـ " شارع البيرة "، مما يخلق تباينًا بين الحياة البائسة لشاربي الجن والحياة الصحية لمشاربي الانواع الاخرى.
بدأ جنون الجن في النقصان بعد قانون الجن 1751 . حيث خفض هذا القانون رسوم الترخيص السنوية، لكنه شجع بيع الجن «المحترم» من خلال مطالبة المرخص لهم بالتداول من المباني المستأجرة مقابل 10 جنيهات إسترلينية على الأقل سنويًا. يقترح المؤرخون أنه تم تخفيض استهلاك الجن ليس نتيجة للقوانين التي فرضت ولكن بسبب ارتفاع تكلفة الحبوب. يمكن لملاك الأراضي تحمل التخلي عن إنتاج الجن، وهذه الحقيقة، إلى جانب النمو السكاني وسلسلة من المحاصيل السيئة، أدت إلى انخفاض الأجور وزيادة أسعار المواد الغذائية. كان جنون الجن قد انتهى في الغالب عام 1757. حيث حاولت الحكومة ضمان ذلك عن طريق حظر تصنيع المشروبات الروحية من الحبوب المحلية مؤقتًا. وبعد ذلك بمدة كان هناك عودة لاستهلاك الجن خلال العصر الفيكتوري، مع ظهور العديد من «قصور الجن», في عام 1840.